# Chapel of Garioch
Chapel of Garioch ist eine Ortschaft in der schottischen Council Area Aberdeenshire. Sie liegt rund fünf Kilometer nordwestlich von Inverurie. Wenige Kilometer nördlich fließt der Urie, während der Don, in welchen er in Inverurie mündet, wenige Kilometer südlich verläuft. Zwei Kilometer westlich erhebt sich die Ostflanke des Bennachie.

## Geschichte
Nordöstlich belegt der Steinkreis Balquhain die frühzeitliche Besiedlung der Umgebung. Der nordöstlich aufgestellte Maiden Stone wird auf das späte 1. Jahrtausend datiert. Südlich des Steinkreises entstand im 15. Jahrhundert Balquhain Castle, das seit seiner Auflassung im Jahre 1746 zur Ruine verfiel. Südwestlich entstand ebenfalls im frühen 15. Jahrhundert ein Tower House, das im Laufe der Jahrhunderte zum Herrenhaus Pittodrie House erweitert wurde. Die Pfarrkirche von Chapel of Garioch geht auf eine Marienkapelle zurück, die Christian Bruce dort 1357 errichten ließ. Die heutige neogotische Pfarrkirche wurde 1813 erbaut.
Zwischen 1851 und 1881 sank die Einwohnerzahl Chapel of Gariochs sukzessive von 2102 auf 1923 ab.

## Verkehr
In Chapel of Garioch kreuzen sich zwei untergeordnete Straßen. Beide binden die Ortschaft im Norden und Osten an die Fernverkehrsstraße A96 an, die Aberdeen mit Inverness verbindet.